# 松山城 (備中國)
松山城別名為高梁城。所在位置是岡山縣高梁市内山下。日本國內指定史跡。日本100名城之一。